# 데니스 위버

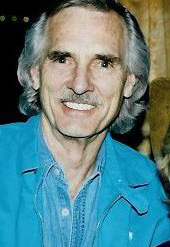

데니스 위버(Dennis Weaver, 1924년 6월 4일 ~ 2006년 2월 24일)는 미국의 배우, 비행사, 정치인, 노동운동가, 각본가, 성우이다.
조플린에서 태어났다.

## 출연 작품
- 카우 삼총사 (2004년) - 애브너 목소리 역
- 써머지드 (2000년)
- 위험한 이웃 (1997, Seduction in a Small Town)
- 태양의 전사 (1997년)
- 리틀 투비츠 (1995년)
- 그레이하운드 (1994년)
- 위기의 핵폭발 (1988년)
- 마지막 승리 (1986년)
- 잠들지 마라 (1982년) - 필립 역
- 더 데이 더 러빙 스탑드 (1981년)
- 엠버 웨이브 (1980년)
- 이시: 더 라스트 오브 히즈 트라이브 (1978년)
- 펄(영어판) (1978년)
- 샬롯의 거미줄 (1973년)
- 롤링 맨 (1972년)
- 대결 (1971년)
- 악마 계곡의 혈투 (1966년)
- 갤런트 아워스 (1960년)
- 검은함정 (1958년)
- 원한의 도곡리 다리 (1954년)
- 법과 질서 (1953년)
- 결투 1대 3 (1953년)
- 서부의 지평선 (1952년)

### 텔레비전
- 딜론 보안관 (1955-64)
- 디즈니랜드 (1966)
- 수사관 맥클라우드 (1970-77)